# Julius Dlaha
Julius Michael Dlaha je fiktivní postava z amerického animovaného seriálu Simpsonovi. Je nejvýznamnějším lékařem ve Springfieldu. Ačkoli má laskavou a vřelou povahu, je také často charakterizován jako chamtivý a bez empatie. Jeho charakteristickým povahovým rysem je jeho často nemístné chechtání, které je většinou vyvoláno spíše neštěstím než něčím skutečně zábavným. Postavu v původním znění od svého debutu v roce 1990 namlouval Harry Shearer a po přeobsazení všech nebělošských postav seriálu v roce 2021 jej dabuje Kevin Michael Richardson. V českém znění je hlasem doktora Dlahy Bohuslav Kalva.

## Profil
Je členem Mensy a absolventem Lékařské fakulty Johnse Hopkinse. Dlaha je o poznání méně dysfunkční než téměř všichni ostatní v seriálu, ačkoli má bizarní sklon k chechtání v nevhodných chvílích. V díle Dejte Líze pokoj Dlaha říká Líze, že „než jsem se naučil bezmyšlenkovitě se chechtat, mířil jsem do předčasného hrobu“. Na některé zdravotní problémy reaguje pochybovačně. Například když Maggie zachránila Homera před utonutím, přisoudil to běžným případům nadlidské síly u dětí, jejichž rodiče jsou v ohrožení života.
Objevují se však náznaky, že doktor Dlaha není nad pochybné lékařské praktiky. Poté, co mu Marge rozmluví koupi nevhodného domu, navrhne, že se jí odvděčí recepty pro černý trh. Když zjistil, že Marge Simpsonová zpočátku není nadšená z toho, že by měla třetí dítě, naznačil, že zdravé dítě by mohlo na černém trhu vynést až 60 000 dolarů. Dlaha se proti Margině zděšené reakci zaštítil tím, že kdyby odpověděla jinak, poslal by ji do vězení, a tvrdil, že to byl „jen test“. V epizodě Bart se nevzdává bylo také naznačeno, že ve skutečnosti nemá lékařskou licenci.
Navzdory jeho zdánlivě čestné a dobrosrdečné osobnosti existují důkazy, že je v jádru oddaným žoldákem. V díle Homerova koronární operace Dlaha oznámí Homerovi, že jeho operace srdce bude stát 30 000 dolarů. Když před ním Homer v reakci na tuto zprávu dostane infarkt, bez okolků řekne, že cena je nyní 40 000 dolarů – čímž naznačí, že kvůli infarktu nyní potřebuje další operaci. V epizodě Konec šikany ve Springfieldu, poté, co Homerova firma na ochranu dětí před úrazy ve Springfieldu eliminuje dětské úrazy, si Dlaha stěžuje, že kvůli tomu přišel o peníze. Je přesvědčeným republikánem a účastní se springfieldských republikánských schůzí spolu s panem Burnsem, Rainierem Wolfcastlem a stvořením podobným Nosferatu. Dlaha také volně nosí kožichy, protože věří, že i když kožich sám o sobě nemusí být vražda, „platit za něj určitě ano“.
Dlaha se často objevuje v retrospektivách (například Lízino narození nebo Bartovy nehody v batolecím věku) a pokaždé má jiný účes odpovídající danému období.
Doktor Dlaha je ženatý; s manželkou Bernice mají nejméně tři děti – dva chlapce a jednu dívku. Když je celá jeho rodina viděna pohromadě, působí jako parodie na Cosby Show. Bernice je známá jako těžká pijanka; přinejmenším jednou se o tom žertuje (v díle Homer versus 18. dodatek Ústavy omdlí, když si přečte zprávu, že ve Springfieldu byla zavedena prohibice) a směje se přesně jako její manžel. Navzdory zjevným manželským problémům doktor Dlaha stále žádá, aby Simpsonovi během zombie apokalypsy řekli Bernice, že ji miluje, ačkoli Homer si zprávu špatně vyloží a rozhodne se jí jen plácnout. 
V 6. řadě v epizodě Kolem Springfieldu je naznačeno, že on a Murphy Krvavá dáseň jsou dávno ztracení bratři; Dlaha říká, že má dávno ztraceného bratra, který je jazzový hudebník, a Murphy říká, že má bratra doktora, který se v nevhodnou dobu chechtá. Murphy však později umírá, takže zcela jistý daný rodinný vztah není. Dlaha se také nápadně podobá řediteli sirotčince v Shelbyvillu, který se lhostejnému Homerovi zmíní o osobní snaze najít své dávno ztracené dvojče. V epizodě Hračka snů z roku 1999 se dozvídáme, že doktor Dlaha bydlí vedle policejního náčelníka Wigguma.
V původním scénáři scenáristů Jaye Kogena a Wallace Wolodarského k epizodě Ďábelský Bart byla Dlahova žena jménem Julia Hibbert, kterou pojmenovali po komediální herečce Julii Sweeneyové (Hibbert bylo v té době její příjmení z manželství). Když stanice Fox přesunula Simpsonovy do hlavního vysílacího času ve čtvrtek proti nejlépe hodnocené Cosby Show stanice NBC, rozhodli se scenáristé udělat z doktora Dlahy parodii na postavu Billa Cosbyho, doktora Cliffa Huxtablea. Doktor Dlaha je obvykle zobrazován ve svetrech, když není ve službě, což je odkaz na Huxtablea. Stejně jako postava Cosbyho se doktor Dlaha nevhodně směje, a to prakticky všemu. Je jednou z mála kompetentních postav v seriálu a původně byl zobrazován jako člověk, který soucítí se stavy svých pacientů, ale to bylo nakonec změněno na to, že se o své pacienty stará méně.

## Přijetí
Jazyková analýza v Canadian Medical Association Journal (CMAJ) srovnává služby doktora Dlahy a doktora Nicka Riviery, šarlatánského lékaře, kterého Simpsonovi často využívají jako alternativní zdroj lékařských rad. Zatímco Dlahu chválí za jeho smysl pro humor a kvalitu péče, dochází k závěru, že Nick je lepším vzorem pro lékaře; Dlaha je paternalistický a nehospodárný lékař, na rozdíl od Nicka, který se snaží snižovat náklady a dělá vše pro to, aby se vyhnul koronerovi. Tato studie byla nicméně rovněž v CMAJ vyvrácena kvůli tomu, že nezohledňuje jiné hodnoty pro lékaře, nezohledňuje, kdo dokáže za hodinu přijmout více pacientů, kdo má lepší golfové skóre, či nezmiňuje auto doktora Nicka (vzhledem k tomu, že je přiznáno, že doktor Dlaha má Porsche).
Když koncem roku 2020 producenti seriálu Simpsonovi oznámili svůj záměr přestat dabovat postavy, které nejsou bílé pleti, Bělochy, dabér Harry Shearer, který namluvil doktora Dlahu, toto prohlášení odsoudil s tím, že herci jsou najímáni, aby „hráli někoho, kým nejsou“. To přišlo v době podobných přeobsazení; Mike Henry z Griffinových, Kristen Bellová z Central Parku a Jenny Slateová z Big Mouth se rozhodli odstoupit od namluvení afroamerických postav. V únoru následujícího roku bylo oznámeno, že počínaje epizodou Bart v balíku nahradí Shearera v roli Dlahy afroamerický dabér Kevin Michael Richardson.